# 威廉·麦考伊
威廉·麦考伊（英語：William McCaughey，1929年12月12日—2000年5月26日）为一位美国音讯工程师。他赢得过1次奥斯卡最佳音响效果奖并4次获得提名。

## 精选影视作品
麦考伊曾获得过1次奥斯卡奖，并4次获得提名。
获奖：
- 猎鹿人 (1978)[1]

提名：
- 黑狮震雄风（英语：The Wind and the Lion） (1975)[2]
- 金刚 (1976)[3]
- 洛奇 (1976)[3]
- 地球浩劫（英语：Meteor (film)） (1979)[4]